# DFB-Ligapokal 2000
La DFB-Ligapokal 2000 (nota in italiano anche come Coppa di Lega tedesca 2000) è stata la quinta edizione della Coppa di Lega tedesca.
Si è svolta nel luglio e agosto 2000 ed è stata vinta per la quarta volta consecutiva dal Bayern Monaco, che ha battuto in finale lo Hertha Berlino per 5-1.

## Partecipanti
| Squadra          | Città             | Motivo qualificazione                                                    |
| ---------------- | ----------------- | ------------------------------------------------------------------------ |
| Bayern Monaco    | Monaco di Baviera | Vincitore della Bundesliga 1999-2000 e della Coppa di Germania 1999-2000 |
| Bayer Leverkusen | Leverkusen        | 2º nella Bundesliga 1999-2000                                            |
| Amburgo          | Amburgo           | 3º nella Bundesliga 1999-2000                                            |
| Monaco 1860      | Monaco di Baviera | 4º nella Bundesliga 1999-2000                                            |
| Kaiserslautern   | Kaiserslautern    | 5º nella Bundesliga 1999-2000                                            |
| Hertha Berlino   | Berlino           | 6º nella Bundesliga 1999-2000                                            |

## Tabellone
| Turno preliminare | Turno preliminare |  |  | Semifinali           | Semifinali |  |  | Finale         | Finale |
|                   |                   |  |  |                      |            |  |  |                |        |
|                   |                   |  |  | Bayer Leverkusen     | 1 (4)      |  |  |                |        |
| Amburgo           | 1                 |  |  | Hertha Berlino (dcr) | 1 (5)      |  |  |                |        |
| Hertha Berlino    | 3                 |  |  |                      |            |  |  | Hertha Berlino | 1      |
|                   |                   |  |  |                      |            |  |  | Bayern Monaco  | 5      |
|                   |                   |  |  | Bayern Monaco        | 4          |  |  |                |        |
| Monaco 1860       | 0                 |  |  | Kaiserslautern       | 1          |  |  |                |        |
| Kaiserslautern    | 2                 |  |  |                      |            |  |  |                |        |

## Turno preliminare
| Arbitro: | Heynemann |

|                |           |                                        |
| Butt 7’ (rig.) | Marcatori | 36’ Alex Alves 61’ Beinlich 67’ Dárdai |

| Arbitro: | Berg |

|  |           |                      |
|  | Marcatori | 8’ Tare 23’ Strasser |

## Semifinali
| Arbitro: | Hufgard |

|                                     |                      |                                      |
| Kirsten 44’                         | Marcatori            | 89’ Preetz                           |
| Greško Reeb Rink Neuendorf Hoffmann | Tiri di rigore 4 – 5 | Reiss Beinlich Preetz Király Deisler |

| Arbitro: | Werther |

|                                                    |           |          |
| Jancker 5’ Scholl 31’ Wiesinger 48’ Santa Cruz 78’ | Marcatori | 33’ Buck |

## Finale
| Arbitro: | Krug |

|              |           |                                                       |
| Michalke 61’ | Marcatori | 50’ 66’ 85’ Zickler 53’ Jancker 57’ (aut.) Sverrisson |

| Hertha Berlino |  | Bayern Monaco |

### Formazioni
| Hertha Berlino: |    |                     |             |     |
|                 |    |                     |             |     |
| P               | 1  | Gábor Király        |             |     |
| D               | 6  | Eyjólfur Sverrisson |             |     |
| D               | 14 | Josip Šimunić       |             | 55’ |
| D               | 33 | Marko Rehmer        |             | 27’ |
| C               | 26 | Sebastian Deisler   |             |     |
| C               | 24 | Kai Michalke        | Ammonizione |     |
| C               | 18 | Pál Dárdai          |             |     |
| C               | 22 | Stefan Beinlich     |             | 72’ |
| C               | 8  | Dariusz Wosz        |             |     |
| A               | 9  | Ali Daei            |             |     |
| A               | 11 | Michael Preetz      |             |     |
| Sostituzioni:   |    |                     |             |     |
| C               | 16 | Sixten Veit         |             | 27’ |
| D               | 3  | Rui Marques         |             | 55’ |
| C               | 20 | Tony Sanneh         |             | 72’ |
| Allenatore:     |    |                     |             |     |
| Jürgen Röber    |    |                     |             |     |

| Bayern Monaco:  |    |                        |             |     |
|                 |    |                        |             |     |
| P               | 1  | Oliver Kahn (c)        |             |     |
| D               | 18 | Michael Tarnat         |             | 78’ |
| D               | 25 | Thomas Linke           |             |     |
| D               | 5  | Patrik Andersson       |             |     |
| D               | 20 | Hasan Salihamidžić     |             |     |
| C               | 17 | Thorsten Fink          |             |     |
| C               | 15 | Sławomir Wojciechowski |             |     |
| C               | 6  | Michael Wiesinger      |             | 46’ |
| C               | 10 | Ciriaco Sforza         |             |     |
| A               | 24 | Roque Santa Cruz       |             | 46’ |
| A               | 21 | Alexander Zickler      |             |     |
| Sostituzioni:   |    |                        |             |     |
| C               | 7  | Mehmet Scholl          |             | 46’ |
| A               | 19 | Carsten Jancker        |             | 46’ |
| C               | 23 | Owen Hargreaves        | Ammonizione | 78’ |
| Allenatore:     |    |                        |             |     |
| Ottmar Hitzfeld |    |                        |             |     |

## Classifica marcatori
| Pos. | Giocatore         | Squadra          | Gol |
| ---- | ----------------- | ---------------- | --- |
| 1    | Alexander Zickler | Bayern Monaco    | 3   |
| 2    | Carsten Jancker   | Bayern Monaco    | 2   |
| 3    | Alex Alves        | Hertha Berlino   | 1   |
| 3    | Stefan Beinlich   | Hertha Berlino   | 1   |
| 3    | Andreas Buck      | Kaiserslautern   | 1   |
| 3    | Hans-Jörg Butt    | Amburgo          | 1   |
| 3    | Pál Dárdai        | Hertha Berlino   | 1   |
| 3    | Ulf Kirsten       | Bayer Leverkusen | 1   |
| 3    | Kai Michalke      | Hertha Berlino   | 1   |
| 3    | Michael Preetz    | Hertha Berlino   | 1   |
| 3    | Roque Santa Cruz  | Bayern Monaco    | 1   |
| 3    | Mehmet Scholl     | Bayern Monaco    | 1   |
| 3    | Jeff Strasser     | Kaiserslautern   | 1   |
| 3    | Igli Tare         | Kaiserslautern   | 1   |
| 3    | Michael Wiesinger | Bayern Monaco    | 1   |